# John Knittel
John Knittel  (n. 24 martie 1891 în Dharwar, India – d. 26 aprilie 1970  în Maienfeld, Graubünden; de fapt Hermann Emanuel Knittel) a fost un scriitor elvețian.

## Romane și narațiuni
- The Travels of Aaron West, Roman, 1919 (germ. Die Reisen des Aaron West / Kapitän West, 1922)
- A Traveller in the night, Roman, 1924 (germ. Der Weg durch die Nacht, 1926)
- Into the abyss, Roman, 1927 (germ. Thérèse Etienne, 1927)
- Nile Gold, Roman, 1929 (germ. Der blaue Basalt, 1929)
- Midnight People, Roman, 1930 (germ. Abd-el-Kader, 1930)
- Cyprus Wine, 1933 (ohne deutsche Übersetzung!)
- The Commander, Roman, 1933 (germ. Der Commandant, 1933)
- Via Mala, Roman, 1934 (germ. Via Mala, 1934)
- El Hakim , Roman, 1935 (Dr. Ibrahim, în germ. El Hakim, 1936)
- The asp and other stories, Erzählungen, 1936 (germ. Die Aspis-Schlange und andere Erzählungen, 1942)
- Power for sale, Roman, 1939 (germ. Amadeus, 1939; Fortsetzung von Thérèse Etienne, in der er für das Atlantropa-Projekt wirbt)
- Terra Magna, Roman, 1948
- Jean-Michel, Roman, 1953
- Arietta, Roman, 1957 (germ. Arietta. Marokkanische Episode, 1959)

## Piese de teatru
- The Torch, piesă de teatru, 1922
- High Finance, piesă de teatru, 1934
- Protektorat. Ein volkstümliches dramă unseres Zeitalters, 1935 (dramatizare după Abd-el-Kader)
- Via Mala, dramă, 1937
- Sokrates, dramă, 1941
- La Rochelle, dramă, 1943/44
- Thérèse Etienne, dramă, 1950